# 多板馬陸目
多板馬陸目（學名：Polyzoniida）是倍足綱唇颚亚纲蠕形马陆下纲畸顎馬陸總目之下的一個目，包括有三個科，至少74個已描述的物種。

## 形態描述

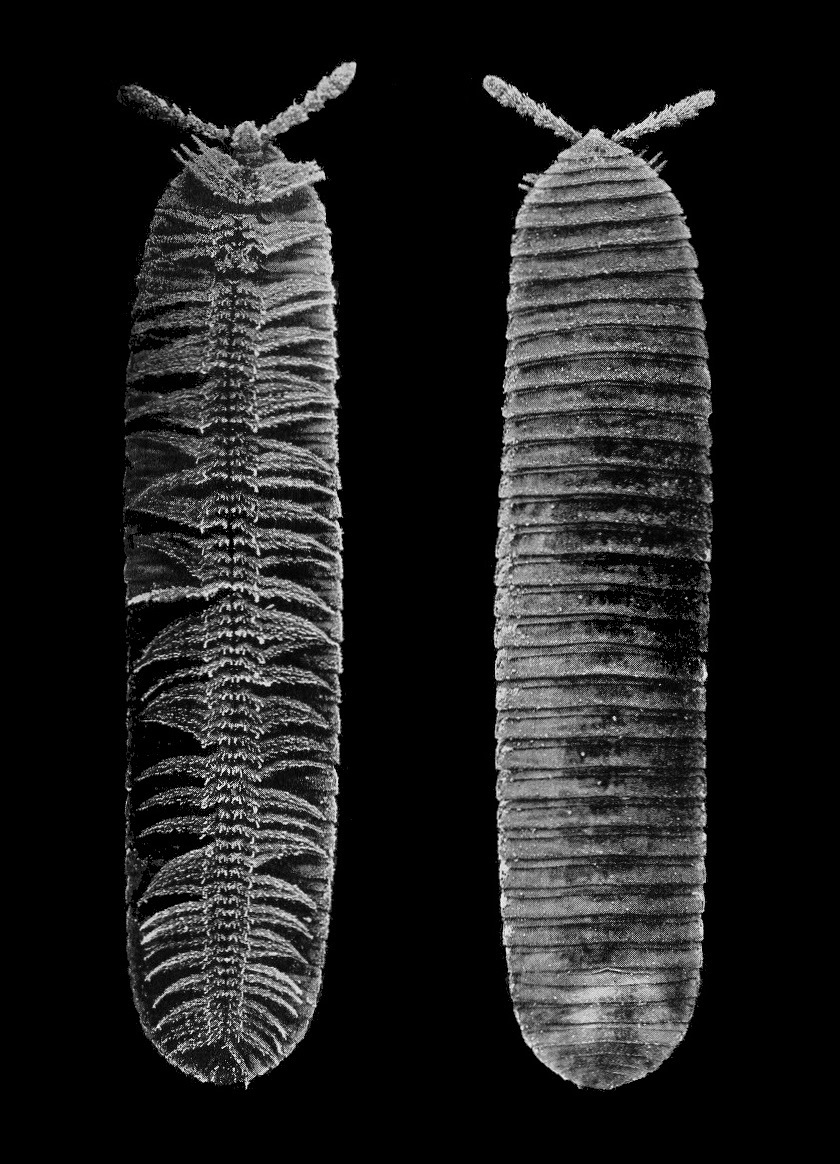
Male Bdellozonium cerviculatum from the western United States viewed from below and above

多板馬陸目物種的外型有着拱起的背面，但腹面卻是平坦的。頭小，呈錐形，有ocelli；而且它們沒有背溝，每個節段的橫向延伸paranota亦不存在。

## 分類
多板馬陸目由下列三個科組成：
- Hirudisomatidae Silvestri, 1896：包括6個屬、20個物種；
- 多板馬陸科 Polyzoniidae Newport, 1844：包括6個屬、22個物種；
- Siphonotidae Cook, 1895：包括15個屬、40個物種。
  - Bdellotus Cook, 1895
  - Burinia Attems, 1926
  - Cylichnogaster Verhoeff, 1937
  - Eumillipes Marek, 2021
    - Eumillipes persephone Marek, 2021[3]

  - Metriozonium Attems, 1951
  - Rhinotus Cook, 1896
  - Rhynchomecogaster Verhoeff, 1937
  - Siphonethus Chamberlin, 1920
  - Siphonoconus Attems, 1930
  - Siphonothinus Silvestri, 1903
  - Siphonotus Brandt, 1837
  - Theratta Anilkumar, Wesener & Moritz, 2022
  - Upsima Chamberlin, 1945

## 分佈
Hirudisomatidae科族分布于西班牙到欧亚大陆的喜马拉雅山脉、日本，以及北美从加拿大西南部到墨西哥中部。
Polyzoniidae科分布于全北区（北半球），见于美國西北部和美國東北部，加拿大东部、欧洲从英国、法国到西伯利亚。
Siphonotidae科分布于南边，分布于巴西和智利、南非、东南亚、印度尼西亚、塔斯马尼亚和新西兰。

## 外部連結
- 網絡生命大百科
- Mesibov, Robert. . Penguin, Tasmania, Australia. 2013-09-25  [2022-07-11]. （原始内容存档于2014-02-19） （英语）.